# Babel bio
Babel bio var ett program om film och TV-serier på Sveriges Television och sändes i en säsong under 2016. Programmet hade premiär i 13 januari 2016 och hade Fredrik Sahlin som programledare tillsammans med Parisa Amiri.
Programformatet liknade SVT:s bokmagasin Babel, som det även lånat namn från, och bestod av intervjuer, porträtt och tv-krönikor. Det spelades in framför publik. Programmet var det första filmprogrammet på SVT på sju år sedan Filmkrönikan lades ned 2008.